# 三町大橋
三町大橋（さんちょうおおはし）は、岐阜県揖斐郡揖斐川町と岐阜県揖斐郡池田町にまたがる揖斐川に架かる岐阜県道273号池田揖斐川大野線の橋である。
この三町大橋は、揖斐郡揖斐川町、池田町、大野町の境に近くにあり、接続道路もまたがる箇所がある。また、右岸側の岐阜県道261号脛永万石線との接続道路は、やや複雑な形（変則交差点、ループ）になっている。左岸側の下部を岐阜県道263号本庄揖斐川線の堤防道路が通り立体交差する。

## 概要
- 供用：1988年（昭和63年）11月5日
- 延長：512m
- 左岸：岐阜県揖斐郡揖斐川町島
- 右岸：岐阜県揖斐郡池田町杉野（接続道路は揖斐郡揖斐川町脛永にかかる）

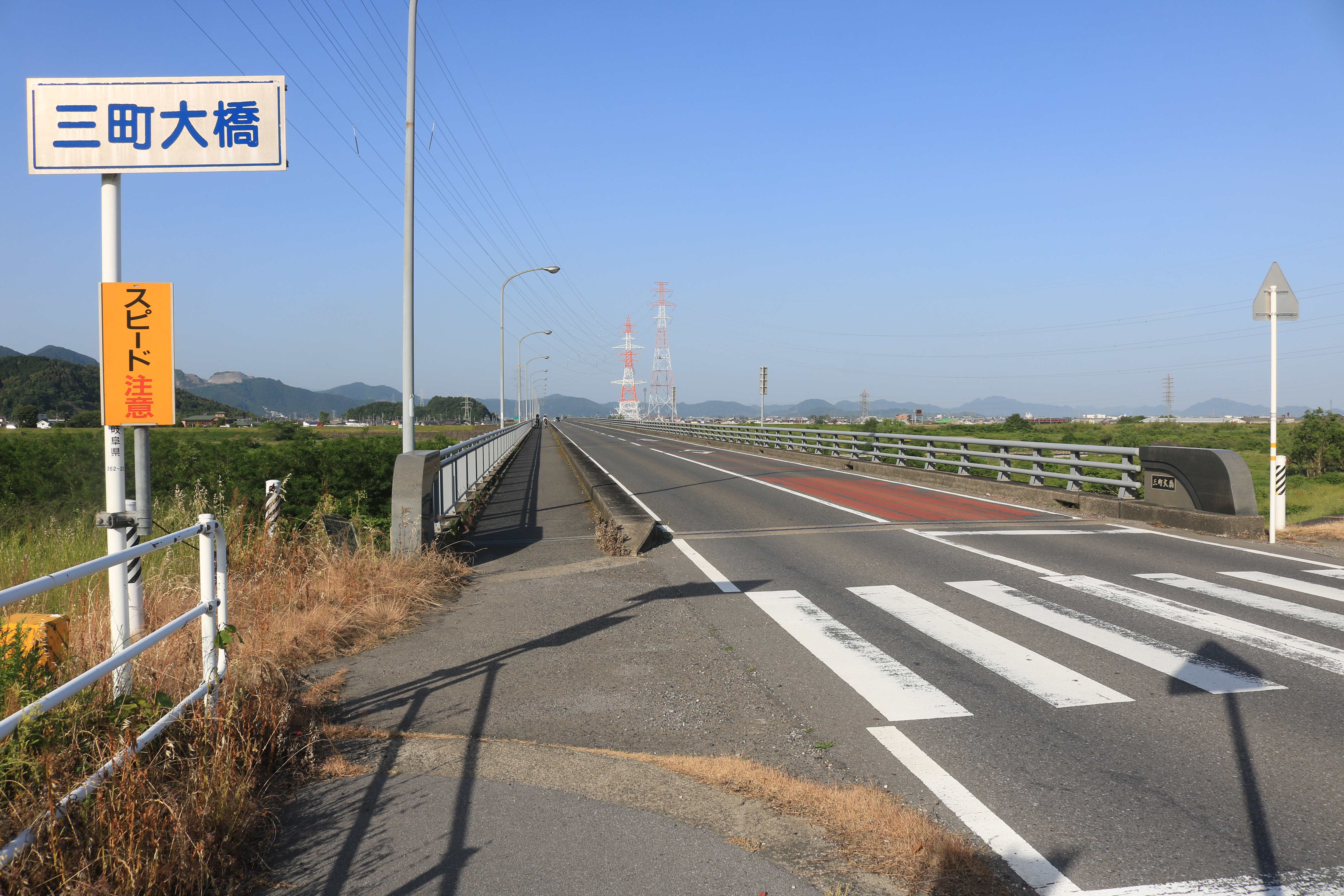
片側1車線の車道と上流側に歩道
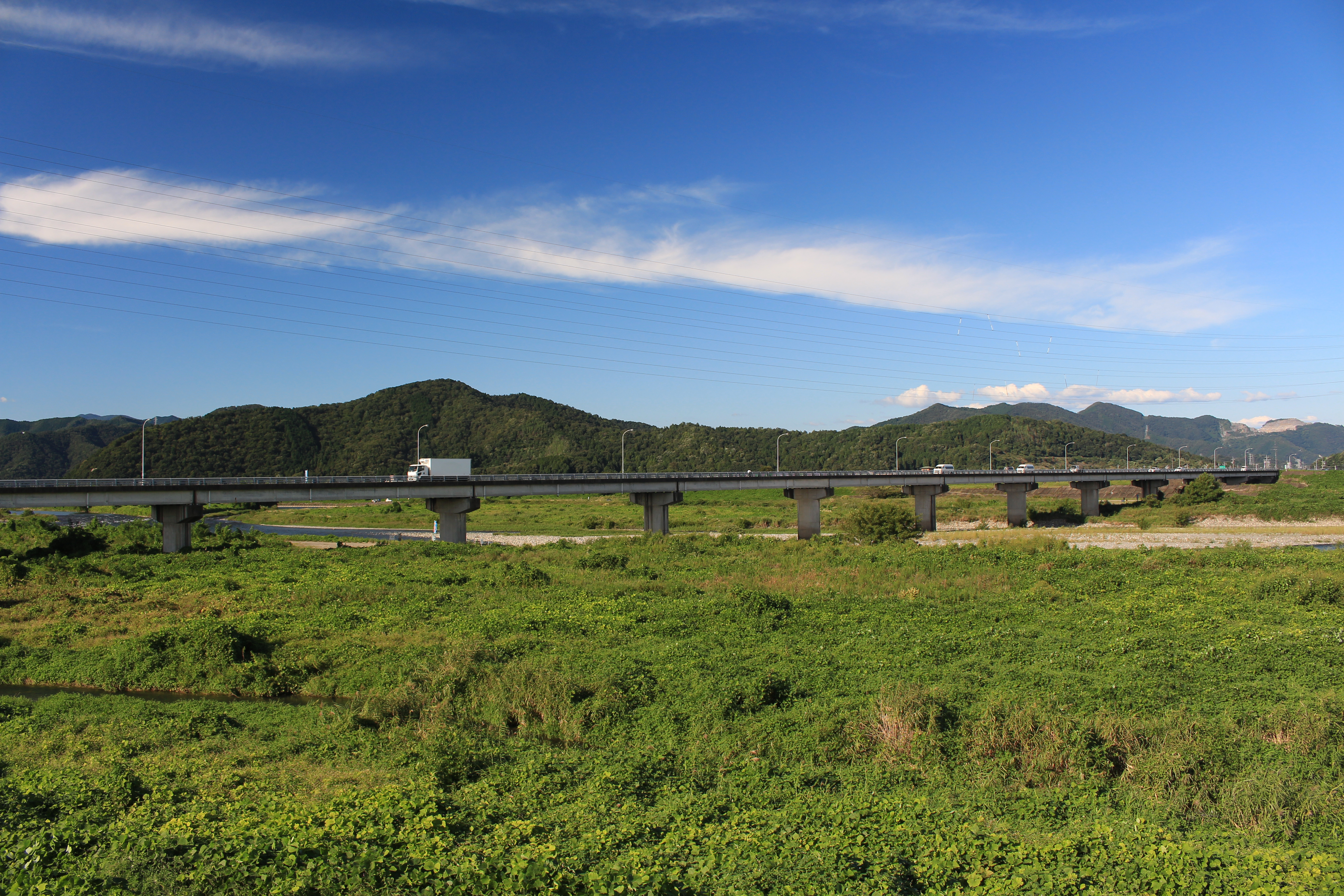
右岸下流側より

## その他
- かつてはこの付近には杉野の渡し（島の渡し）という渡船があったが、1933年（昭和8年）に初代の平野庄橋、1941年（昭和16年）に3代目の岡島橋が開通すると、利用客は減少したという。
- 杉野の渡しは1950年（昭和25年）に県営の渡船（県営島渡船場）となり、三町大橋の開通前日まで使用された。この渡船廃止により揖斐川に残っていた最後の渡船が姿を消した。